# Arrondissement de Florac
L'arrondissement de Florac est une division administrative française, située dans le département de la Lozère et la région Occitanie.

## Composition

### Composition avant le redécoupage cantonal de 2014

Les 2 arrondissements de la Lozère

Composition de l'arrondissement (population municipale au recensement du 1er janvier 2009) :
- Canton de Barre-des-Cévennes qui regroupe 8 communes : 1 209 hab.
- Canton de Florac qui regroupe 9 communes : 4 059 hab.
- Canton du Massegros qui regroupe 5 communes : 915 hab.
- Canton de Meyrueis qui regroupe 6 communes : 1 409 hab.
- Canton du Pont-de-Montvert qui regroupe 6 communes : 1 269 hab.
- Canton de Saint-Germain-de-Calberte qui regroupe 11 communes : 3 042 hab.
- Canton de Sainte-Enimie qui regroupe 5 communes : 1 251 hab.

### Découpage communal depuis 2015
Depuis 2015, le nombre de communes des arrondissements varie chaque année soit du fait du redécoupage cantonal de 2014 qui a conduit à l'ajustement de périmètres de certains arrondissements, soit à la suite de la création de communes nouvelles. Le nombre de communes de l'arrondissement de Florac est ainsi de 50 en 2015, 44 en 2016 et 38 en 2017.
Au 1er janvier 2024, l'arrondissement groupe les 38 communes suivantes :
1. Barre-des-Cévennes
2. Bassurels
3. Bédouès-Cocurès
4. Les Bondons
5. Cans et Cévennes
6. Cassagnas
7. Le Collet-de-Dèze
8. Florac Trois Rivières
9. Fraissinet-de-Fourques
10. Gabriac
11. Gatuzières
12. Gorges du Tarn Causses
13. Hures-la-Parade
14. Ispagnac
15. La Malène
16. Mas-Saint-Chély
17. Massegros Causses Gorges
18. Meyrueis
19. Moissac-Vallée-Française
20. Molezon
21. Le Pompidou
22. Pont de Montvert - Sud Mont Lozère
23. Rousses
24. Le Rozier
25. Saint-André-de-Lancize
26. Sainte-Croix-Vallée-Française
27. Saint-Étienne-Vallée-Française
28. Saint-Germain-de-Calberte
29. Saint-Hilaire-de-Lavit
30. Saint-Julien-des-Points
31. Saint-Martin-de-Boubaux
32. Saint-Martin-de-Lansuscle
33. Saint-Michel-de-Dèze
34. Saint-Pierre-des-Tripiers
35. Saint-Privat-de-Vallongue
36. Vebron
37. Ventalon en Cévennes
38. Vialas

## Démographie
En 2022, l'arrondissement comptait 13 093 habitants.
| 1968   | 1975   | 1982   | 1990   | 1999   | 2006   | 2011   | 2016   | 2021   |
| ------ | ------ | ------ | ------ | ------ | ------ | ------ | ------ | ------ |
| 12 660 | 11 925 | 11 587 | 11 801 | 12 524 | 13 042 | 13 249 | 13 242 | 13 028 |

| 2022   | - | - | - | - | - | - | - | - |
| ------ | - | - | - | - | - | - | - | - |
| 13 093 | - | - | - | - | - | - | - | - |

## Sous-préfets
| Période           | Période           | Identité            | Fonction précédente                                                                           | Observation                                                                                   |
| ----------------- | ----------------- | ------------------- | --------------------------------------------------------------------------------------------- | --------------------------------------------------------------------------------------------- |
|                   |                   |                     |                                                                                               |                                                                                               |
| 9 août 1848       | 3 juillet 1849    | Henri Doniol        | Commissaire du gouvernement de l'Allier                                                       | Nommé Sous-préfet de Villeneuve-sur-Lot                                                       |
|                   |                   |                     |                                                                                               |                                                                                               |
| 1er mai 1858      | 5 octobre 1860    | Octave Blanc        | Secrétaire général de la préfecture des Côtes-du-Nord                                         | Nommé Sous-préfet d'Avallon                                                                   |
|                   |                   |                     |                                                                                               |                                                                                               |
| 13 mai 1871       | 23 août 1873      | Jean Bouniols       | Sous-préfet de Saint-Flour                                                                    | Nommé sous-préfet de Saint-Affrique                                                           |
|                   |                   |                     |                                                                                               |                                                                                               |
| 11 mai 1877       | 24 mai 1877       | Georges Bès de berc |                                                                                               | Remplacé                                                                                      |
| 31 décembre 1877  | 17 novembre 1880  | Frédéric Pelisse    |                                                                                               | Mis en disponibilité sur sa demande                                                           |
| 17 novembre 1880  | 20 juin 1888      | Frédéric Vidal      |                                                                                               | Nommé sous-préfet de Villefranche                                                             |
| 20 juin 1888      | 31 juillet 1894   | Hugues Du caurroy   | Sous-préfet de Barcelonnette                                                                  | Nommé sous-préfet de Figeac                                                                   |
| 31 juillet 1894   | 4 décembre 1894   | Godefroy Calès      | Secrétaire général de la préfecture du Lot                                                    | Mis en disponibilité sur sa demande                                                           |
| 4 décembre 1894   | 13 septembre 1897 | Maurice Aubraye     | Rédacteur à l'Administration centrale du ministère de l'Intérieur (Personnel et Secrétariat)  | Nommé sous-préfet de Clamecy                                                                  |
| 13 septembre 1897 | 14 décembre 1907  | Eugène Maurel       |                                                                                               | Nommé secrétaire général de la préfecture de la Dordogne                                      |
| 14 décembre 1907  | 13 janvier 1908   | Charles Magny       | Chef de cabinet du préfet des Alpes-Maritimes                                                 | Nommé rédacteur à la préfecture de la Seine                                                   |
| 13 janvier 1908   | 22 mai 1908       | Jean Vigouroux      |                                                                                               | Nommé secrétaire général de la préfecture de la Lozère                                        |
| 22 mai 1908       | 22 mai 1908       | Léon Goyet          |                                                                                               | Non installé                                                                                  |
| 22 mai 1908       | 3 octobre 1910    | Georges Roussillon  | Chef adjoint du secrétariat particulier du Sous-Secrétaire d'état aux Postes et Télégraphes   | Nommé sous-préfet de Briançon                                                                 |
| 3 octobre 1910    | 25 novembre 1911  | Georges Desbrest    | Sous-préfet de Nyons                                                                          | Nommé secrétaire général de la préfecture des Deux-Sèvres                                     |
| 25 novembre 1911  | 8 novembre 1914   | Félix Mourgues      |                                                                                               | Nommé Mobilisé pour la guerre                                                                 |
| 8 novembre 1914   |                   | Pierre Bonneau      |                                                                                               | Mort en fonction                                                                              |
| 12 février 1919   | 20 février 1921   | Pierre Rambaud      | Secrétaire général de la préfecture de l'Ardèche                                              | Nommé chef de cabinet du Garde des Sceaux                                                     |
| 24 août 1921      | 8 septembre 1924  | Henri Dadoune       |                                                                                               | Nommé sous-préfet de Briançon                                                                 |
| 8 septembre 1924  | 8 juin 1925       | Jacques Bussière    | Chef de cabinet du préfet de l'Yonne                                                          | Nommé sous-préfet de Mirecourt                                                                |
| 8 juin 1925       | 26 octobre 1925   | Maurice Bezagu      | Chef de cabinet du préfet du Territoire de Belfort                                            | Nommé sous-préfet de Figeac                                                                   |
| 14 janvier 1927   | 17 novembre 1928  | Raoul Grimal        | Rattaché à la préfecture de la Creuse à la fermeture de la sous-préfecture                    | Rattaché à la préfecture de l'Hérault                                                         |
|                   |                   |                     |                                                                                               |                                                                                               |
| 8 août 1931       | 6 juin 1939       | Maurice Turc        | Sous-préfet du Vigan                                                                          | Nommé sous-préfet de Mauriac                                                                  |
|                   |                   |                     |                                                                                               |                                                                                               |
| 11 février 1952   | 3 février 1955    | Mohand Ourabah      | Détaché au gouvernement général de l'Algérie                                                  | Nommé sous-préfet de Montbard                                                                 |
|                   |                   |                     |                                                                                               |                                                                                               |
| 1967              | 1970              | Georges Mazerot     |                                                                                               |                                                                                               |
|                   |                   |                     |                                                                                               |                                                                                               |
| 7 août 1991       | 20 novembre 1992  | Francis Betachet    | Administrateur territorial                                                                    | Nommé sous-préfet de Saint-Girons                                                             |
| 20 novembre 1992  | 2 août 1994       | Jean-Michel Porcher | Directeur du cabinet du préfet de la Mayenne                                                  | Nommé sous-préfet d'Ancenis                                                                   |
| 2 août 1994       | 28 octobre 1996   | Robert Chauvin      | Directeur du cabinet du préfet du Cher                                                        | Réintégré dans son corps d'origine                                                            |
| 29 octobre 1996   | 10 février 1998   | Yolande Rognard     | Magistrate                                                                                    | Réintégrée dans son corps d'origine                                                           |
| 12 mai 1998       | 31 juillet 2001   | Gérard Chauvet      | Conseiller hors classe de chambre régionale des comptes                                       | Réintégré dans son corps d'origine                                                            |
| 29 août 2001      | 4 septembre 2002  | Xavier Guerin       | Administrateur civil                                                                          | Réintégré dans son corps d'origine                                                            |
| 24 octobre 2002   | 19 août 2004      | Thierry Devimeux    | Ingénieur du génie rural, des eaux et des forêts                                              | Nommé secrétaire général de la préfecture de la Haute-Marne                                   |
| 2 septembre 2004  | 2 septembre 2009  | Hugues Fuzere       | Sous-préfet de Saint-Amand-Montrond                                                           | Nommé sous-préfet de Pamiers                                                                  |
| 2 septembre 2009  | 2 juillet 2012    | Boris Bernabeu      | Premier conseiller du corps des tribunaux administratifs et des cours administratives d'appel | Nommé sous-préfet chargé de mission auprès du préfet du Var                                   |
| 2 juillet 2012    | 31 juillet 2014   | Christine Bonnard   | Inspectrice de classe exceptionnelle de l'action sanitaire et sociale                         | Nommée sous-préfète d'Issoire                                                                 |
| 31 juillet 2014   | 6 juillet 2016    | Franck Vinesse      | Commandant de police                                                                          | Nommé sous-préfet chargé de mission auprès du préfet des Alpes-Maritimes                      |
| 24 août 2016      | 4 janvier 2019    | François Bourneau   | Administrateur territorial                                                                    | Nommé directeur de cabinet de la préfète du Cher                                              |
| 20 mai 2019       | 24 novembre 2021  | Chloé Demeulenaere  | Directrice d'hôpital                                                                          | Nommée sous-préfète chargée de mission auprès de la préfète du Gard                           |
| 26 août 2021      | 29 février 2024   | David Ursulet       | Personnel de direction hors classe                                                            | Nommé sous-préfet chargé de mission auprès du préfet de la région Guyane, préfet de la Guyane |
| 3 avril 2024      |                   | Valérie Fuscien     | Attachée principale d'administration de l'Etat                                                |                                                                                               |